# Le Calife de la rue Saint-Bon
Le Calife de la rue Saint-Bon est une comédie (« scènes de la vie turque mêlées de couplets ») d'Eugène Labiche en collaboration avec Marc-Michel, créée au théâtre du Palais-Royal à Paris le 7 décembre 1858.
Elle a paru aux éditions Charlieu.

## Distribution de la création
| Rôle                               | Acteur           |
| ---------------------------------- | ---------------- |
| Ben-Sidi Moutonnet, parfumeur      | Étienne Pradeau  |
| Adolphe Omar, son teneur de livres | Amant            |
| M. Edmond                          | Leriche          |
| Jouvence, garçon de café           | Laurent          |
| Joséphine Zétulbé, modiste         | Aline Duval      |
| Mme Moutonnet                      | Félicia Thierret |